# Amahl Pellegrino
Pour les articles homonymes, voir Pellegrino.
Amahl Pellegrino, né le 18 juin 1990 à Drammen en Norvège, est un footballeur norvégien qui évolue au poste d'ailier gauche au San José Earthquakes.

## Biographie

### Débuts professionnels
Né à Drammen en Norvège de parents tanzaniens, Amahl Pellegrino est formé par le club local du Drammen FK (en) avant de rejoindre le Bærum SK, où il découvre la deuxième division norvégienne. 
Le 20 mai 2014, Pellegrino se fait remarquer en réalisant son premier triplé, lors d'une rencontre de championnat face à l'Ullensaker/Kisa IL. Titulaire, il donne la victoire à son équipe avec ses trois buts (3-1 score final).
Après une première partie de saison réussie avec le Bærum SK, avec 10 buts en 18 matchs en deuxième division, Amahl Pellegrino s'engage en faveur du Lillestrøm SK le 4 août 2014.
C'est avec ce club qu'il découvre la première division norvégienne, jouant son premier match dans cette compétition le 17 août 2014, contre le Vålerenga Fotball. Il entre en jeu à la place de Petter Vaagan Moen, et son équipe s'impose par deux buts à un.
Le 11 août 2015, Amahl Pellegrino rejoint le Mjøndalen IF. Il signe un contrat courant jusqu'en décembre 2017.
Sa relation tendue avec l'entraîneur Vegard Hansen (en) le pousse en partie à ne pas vouloir poursuivre l'aventure au Mjøndalen IF au-delà de son contrat, qui se termine en décembre 2017.

### Strømsgodset IF
En janvier 2018, Amahl Pellegrino rejoint librement le Strømsgodset IF, club de sa ville natale Drammen, dont il est supporter depuis son enfance. Il déclare alors que c'est un rêve pour lui de rejoindre le Strømsgodset IF. Le transfert est annoncé dès le 20 novembre 2017 et il signe un contrat deux ans, soit jusqu'en décembre 2019,.
Pellegrino fait sa première apparition sous ses nouvelles couleurs lors de la première journée de la saison 2018 de première division norvégienne face au Stabæk Fotball. Il entre en jeu à la place de Tokmac Nguen et les deux équipes se neutralisent (2-2 score final).

### Kristiansund BK
Le 22 août 2019, Amahl Pellegrino s'engage en faveur du Kristiansund BK. Il signe un contrat de deux ans et demi, soit jusqu'en décembre 2021.

### Damac FC
En janvier 2021, Amahl Pellegrino tente l'aventure dans un club étranger pour la première fois de sa carrière, rejoignant l'Arabie saoudite et le club du Damac FC, alors dernier de la première division saoudienne. Il signe un contrat d'un an et demi.

### FK Bodø/Glimt
Le 17 août 2021, Amahl Pellegrino fait son retour en Norvège en s'engageant en faveur du champion en titre, le FK Bodø/Glimt. Il signe un contrat courant jusqu'à la fin de la saison, soit jusqu'en décembre 2021,.
Pellegrino fait sa première apparition pour le FK Bodø/Glimt le 19 août 2021 contre le FK Žalgiris Vilnius, lors d'une rencontre qualificative pour la Ligue Europa Conférence 2021-2022. Il entre en jeu à la place de Sondre Fet et les deux équipes se neutralisent (2-2 score final). Le 22 août suivant, il retrouve la première division norvégienne, face à l'un de ses anciens clubs, le Kristiansund BK. Entré un peu avant l'heure de jeu à la place de Joel Mvuka, Pellegrino réalise son premier triplé sous ses nouvelles couleurs, en l'espace 17 minutes. Trois buts qui permettent à son équipe de s'imposer (3-0 score final),.
Il est sacré champion de Norvège en 2021.
Alors qu'il est en fin de contrat, Pellegrino prolonge l'aventure avec les Superlaget d'une année supplémentaire le 10 janvier 2022.
Le 18 juin 2022, jour de son 32e anniversaire, Pellegrino se fait remarquer en réalisant un nouveau doublé en championnat, contre son ancien club, le Kristiansund BK. Ses deux buts permettent à son équipe de s'imposer (0-2 score final),.
Le 12 décembre 2022, Pellegrino prolonge son contrat avec le FK Bodø/Glimt jusqu'en décembre 2024.
Pellegrino se montre encore profilique lors de la saison 2023 et finit meilleur buteur avec 24 réalisations, faisant de lui un élément clé du sacre de Bodø/Glimt. Il bat le record de buts et de passes décisives combinés sur une saison de championnat avec un total de 38 points (24 buts et 14 passes).

## Palmarès
Avec le club norvégien du FK Bodø/Glimt, Pellegrino est sacré champion de Norvège en 2021 et 2023.

## Distinctions personnelles
- Meilleur buteur du Championnat de Norvège en 2022 et 2023.